# Zusza
Zusza (ros. Зуша)– rzeka w europejskiej części Rosji o długości 234 km. Przepływa przez obwód tulski i orłowski, jest prawym dopływem Oki. Powierzchnia zlewni wynosi 6950 km². Zusza zamarza na początku grudnia i pozostaje skuta lodem do końca marca. Zusza jest żeglowna od Mcenska.